# Club Deportivo Leganés
 (juin 2019).
Si vous disposez d'ouvrages ou d'articles de référence ou si vous connaissez des sites web de qualité traitant du thème abordé ici, merci de compléter l'article en donnant les références utiles à sa vérifiabilité et en les liant à la section « Notes et références ».
Pour les articles homonymes, voir Leganes.
Maillots
Actualités
Le Club Deportivo Leganés (litt. Club sportif de Leganés) est un club de football espagnol fondé le 23 juin 1928 et basé à Leganés, dans la Communauté de Madrid, qui évolue en première division.

## Histoire
| Leganés Emplacement de Leganés, · en Espagne. |

Le club est fondé le 23 juin 1928 par Félix Pérez de la Serna, avec Ramón del Yerro Ordóñez comme président.
Le club évolue en Segunda Division B (troisième division) de 1987 à 1993, puis en Segunda División (deuxième division) pendant onze saisons consécutives, avant d'être relégué à l'échelon inférieur en 2004.
Après dix saisons passées en Segunda División B, le club retrouve la deuxième division en 2014.
Le club réalise ses meilleures performances lors des saisons 1995-1996 et 1996-1997, où il se classe à deux reprises huitième du championnat de Segunda División. Le club atteint les seizièmes de finale de la Copa del Rey lors de la saison 2003-2004, en étant éliminé par le Real Madrid, futur finaliste de l'épreuve, ce qui constitue son meilleur résultat dans cette compétition. 
Le 4 juin 2016, sur le terrain de Mirandés, Leganés obtient une promotion historique en Liga grâce à sa deuxième place au classement derrière le Deportivo Alavés. Asier Garitano prolonge son contrat à la fin de la saison. Le 22 août 2016, Leganés débute en première division par une victoire 1 à 0 sur le Celta de Vigo au Stade de Balaídos.
Le 24 janvier 2018, le club élimine le Real Madrid et se qualifie pour les demi-finales de la Coupe d'Espagne pour la première fois de son histoire.
Leganés est relégué en seconde division à l'issue de la saison 2019-2020, après quatre ans dans l'élite espagnole. La relégation intervient officiellement le 19 juillet 2020, après un nul 2-2 contre le voisin du Real Madrid, sacré champion d'Espagne.
Durant l'intersaison en 2022, Blue Crow Sports Group devient propriétaire du club à 99,1% et Jeff Luhnow devient le nouveau président.
Lors de la saison 2023-2024, après 4 saisons passées en deuxième division, le club remonte dans l'élite espagnole et remporte le titre de deuxième division, pour la première fois de son histoire, lors de la dernière journée du championnat.

## Logo

Ancien logo
Logo actuel

## Joueurs et personnalités du club

### Entraîneurs
Les tableaux suivants présentent la liste des entraîneurs du club depuis 1987.
| #  | Nom                    | Période   |
| -- | ---------------------- | --------- |
| 1  | Díaz Pablos            | 1987-1989 |
| 2  | Luis Ángel Duque       | 1989-1995 |
| 3  | Luis Sánchez Duque     | 1995-1997 |
| 4  | Pedro Braojos          | 1997-1998 |
| 5  | Luis Sánchez Duque     | 1998-1999 |
| 6  | José Antonio Fernández | 1999      |
| 7  | Enrique Martín         | 1999-2001 |
| 8  | Ciriaco Cano           | 2001      |
| 9  | Sánchez Aguiar         | 2001-2002 |
| 10 | Enrique Martín         | 2002-2003 |
| 11 | Carlos Aimar           | 2003-2004 |
| 12 | Víctor Hugo Marchesini | 2004      |
| 13 | Martín Delgado         | 2004      |
| 14 | Paco Gutiérrez         | 2004-2005 |
| 15 | Quique Estebaranz      | 2005      |
| 16 | Luis Ángel Duque       | 2005-2006 |
| 17 | Santiago Martín Prado  | 2006-2007 |
| 18 | David Gordo            | 2007-2009 |
| 19 | Luis Ángel Duque       | 2009-2010 |
| 20 | Agustín Vara           | 2010      |

| #  | Nom                 | Période   |
| -- | ------------------- | --------- |
| 21 | Miguel Rivera       | 2010-2011 |
| 22 | Rafa Muñoz          | 2011      |
| 23 | Chema Rico          | 2011      |
| 24 | Miguel Álvarez      | 2011      |
| 25 | Carlos Orúe         | 2011-2012 |
| 26 | Chema Rico          | 2012      |
| 27 | Víctor              | 2012      |
| 28 | Pablo Alfaro        | 2012-2013 |
| 29 | Asier Garitano      | 2013-2018 |
| 30 | Mauricio Pellegrino | 2018-2019 |
| 31 | Javier Aguirre      | 2019-2020 |
| 32 | José Luis Martí     | 2020-2021 |
| 33 | Mehdi Nafti         | 2021-2022 |
| 34 | Imanol Idiakez      | 2022-2023 |
| 35 | Carlos Martínez     | 2023      |
| 36 | Borja Jiménez       | 2023-2025 |
| 37 | Paco López          | 2025-     |

### Effectif professionnel actuel
Le premier tableau liste l'effectif professionnel du CD Leganés pour la saison 2024-2025. Le second recense les prêts effectués par le club lors de cette même saison.
En grisé, les sélections de joueurs internationaux chez les jeunes mais n'ayant jamais été appelés aux échelons supérieurs une fois l'âge-limite dépassé ou les joueurs ayant pris leur retraite internationale.

### Joueurs emblématiques
- Mikel Arruabarrena
- Javier Eraso
- José Mari
- Jordi Lardín
- Marco Navas
- Patxi Puñal
- Víctor
- Ariza Makukula
- Paulo Torres
- Pablo Calandria
- José Chamot
- Pablo Martino Rodríguez
- Nicolás Medina
- Catanha
- Jonay Hernández
- Samuel Eto'o
- Pierre Webó
- Nordin Amrabat
- Nabil El Zhar